# Konståkning vid olympiska vinterspelen 2018
Konståkning vid olympiska vinterspelen 2018 arrangerades i Gangneung ishall i Pyeongchang i Sydkorea. Totalt avgjordes 5 grenar.

## Medaljsammanfattning
| Gren                               | Guld | Guld | Silver | Silver | Brons | Brons |
| ---------------------------------- | --- | --- | --- | --- | --- | --- |
| Damernas singelåkning Detaljer...  | Alina Zagitova Olympiska idrottare från Ryssland                                                             | Alina Zagitova Olympiska idrottare från Ryssland                                                             | Jevgenija Medvedeva Olympiska idrottare från Ryssland | Jevgenija Medvedeva Olympiska idrottare från Ryssland | Kaetlyn Osmond Kanada | Kaetlyn Osmond Kanada |
| Herrarnas singelåkning Detaljer... | Yuzuru Hanyu Japan                                                                                           | Yuzuru Hanyu Japan                                                                                           | Shoma Uno Japan | Shoma Uno Japan | Javier Fernández Spanien | Javier Fernández Spanien |
| Isdans Detaljer...                 | Kanada Tessa Virtue Scott Moir                                                                               | Kanada Tessa Virtue Scott Moir                                                                               | Frankrike Gabriella Papadakis Guillaume Cizeron | Frankrike Gabriella Papadakis Guillaume Cizeron | USA Maia Shibutani Alex Shibutani                                                                                             | USA Maia Shibutani Alex Shibutani                                                                                             |
| Paråkning, friåkning Detaljer...   | Tyskland Aljona Savchenko Bruno Massot                                                                       | Tyskland Aljona Savchenko Bruno Massot                                                                       | Kina Sui Wenjing Han Cong | Kina Sui Wenjing Han Cong | Kanada Meagan Duhamel Eric Radford                                                                                            | Kanada Meagan Duhamel Eric Radford                                                                                            |
| Lagtävling Detaljer...             | Kanada Patrick Chan Kaetlyn Osmond Gabrielle Daleman Meagan Duhamel / Eric Radford Tessa Virtue / Scott Moir | Kanada Patrick Chan Kaetlyn Osmond Gabrielle Daleman Meagan Duhamel / Eric Radford Tessa Virtue / Scott Moir | Olympiska idrottare från Ryssland Michail Koljada Jevgenija Medvedeva Alina Zagitova Jevgenija Tarasova / Vladimir Morozov Natalja Zabijako / Aleksandr Enbert Jekaterina Bobrova / Dmitrij Solovjov | Olympiska idrottare från Ryssland Michail Koljada Jevgenija Medvedeva Alina Zagitova Jevgenija Tarasova / Vladimir Morozov Natalja Zabijako / Aleksandr Enbert Jekaterina Bobrova / Dmitrij Solovjov | USA Nathan Chen Adam Rippon Bradie Tennell Mirai Nagasu Alexa Scimeca Knierim / Chris Knierim Maia Shibutani / Alex Shibutani | USA Nathan Chen Adam Rippon Bradie Tennell Mirai Nagasu Alexa Scimeca Knierim / Chris Knierim Maia Shibutani / Alex Shibutani |

## Medaljtabell
| Pl. | Nation                            | Guld | Silver | Brons | Totalt |
| --- | --------------------------------- | ---- | ------ | ----- | ------ |
| 1   | Kanada                            | 2    | 0      | 2     | 4      |
| 2   | Olympiska idrottare från Ryssland | 1    | 2      | 0     | 3      |
| 3   | Japan                             | 1    | 1      | 0     | 2      |
| 4   | Tyskland                          | 1    | 0      | 0     | 1      |
| 5   | Frankrike                         | 0    | 1      | 0     | 1      |
| 5   | Kina                              | 0    | 1      | 0     | 1      |
| 7   | USA                               | 0    | 0      | 2     | 2      |
| 8   | Spanien                           | 0    | 0      | 1     | 1      |
|     | Totalt                            | 5    | 5      | 5     | 15     |

### Fotnoter
1. ↑  ”Figure skating” (på engelska). Pyeongchang 2018 Sport. Arkiverad från originalet den 18 maj 2017. https://web.archive.org/web/20170518101452/https://www.pyeongchang2018.com/en/olympicstory/sports/ice/figure-skating/view. Läst 1 maj 2017.
2. ↑  Figure Skating - Ladies Single Skating. pyeongchang2018.com. Läst 23 februari 2018.
3. ↑  Figure Skating - Men Single Skating. pyeongchang2018.com. Läst 17 februari 2018.
4. ↑  Figure Skating - Ice Dance. pyeongchang2018.com. Läst 20 februari 2018.
5. ↑  ”Figure Skating - Pair Skating” (på engelska). Pyeongchang 2018. https://www.pyeongchang2018.com/en/game-time/results/OWG2018/resOWG2018/pdf/OWG2018/FSK/OWG2018_FSK_C73B_FSKXPAIRS-------------------------.pdf. Läst 15 februari 2018.
6. ↑  ”Figure Skating - Team Event” (på engelska). Pyeongchang 2018. https://www.pyeongchang2018.com/en/game-time/results/OWG2018/resOWG2018/pdf/OWG2018/FSK/OWG2018_FSK_C92B_FSKXTEAM--------------------------.pdf. Läst 12 februari 2018.